# Concerto pour piano no 5 de Saint-Saëns
Pour un article plus général, voir Concerto pour piano.
Pour les articles homonymes, voir Concerto pour piano (homonymie).
Le Concerto pour piano et orchestre no 5 en fa majeur, opus 103, de Camille Saint-Saëns, fut composé en 1896.

## Historique
Composé plus de vingt ans après le Concerto pour piano no 4, il est le dernier des concertos de Saint-Saëns. Le compositeur séjournait à Louxor lorsqu'il l'écrivit, ce qui lui a valu le surnom traditionnel de L'Égyptien,. En raison de son caractère fortement narratif, de son inventivité et de ses tonalités et modes sonores inhabituels, le concerto bénéficie d'une popularité remarquable.
Le concerto a été créé le 6 mai 1896 à la Salle Pleyel par le compositeur lui-même au piano et l'Orchestre de la Société des concerts du Conservatoire, sous la direction de Paul Taffanel. Ce concert célébrait le cinquantième anniversaire des débuts de Saint-Saëns à la Salle Pleyel en 1846.
Le concerto a été publié en 1896 chez Durand. Il existe une version pour 2 pianos (1896) réalisée par Louis Diémer, le dédicataire du concerto.
La sixième et virtuose dernière pièce « Toccata » des Études op. 111 (1899) de Saint-Saëns est écrite d'après le Final de ce cinquième concerto.

## Structure
Le concerto comporte trois mouvements « qui font retour à la séquence classique vif-lent-vif » :
1. Allegro animato
Le concerto débute "sagement", exposant un monde sonore très classique et européen. L'Allegro animato fait alterner de nombreuses fois deux thèmes contrastés. S'il commence calmement, par un simple thème au piano, il se teinte, de variation en variation, de virtuosité pianistique et de dynamisme. Le pianiste effectue d'impressionnantes montées et descentes le long du clavier, mais rapidement le tempo se pose, et la virtuosité se dissout en un thème plus lent et profondément mélancolique, rappelant celui de l'andante sostenuto du Concerto pour piano no 2. Un passage de cadence virtuose ouvre le développement ; les deux thèmes s'entrelacent par vagues successives, apportant une vitesse, un volume et une énergie croissants, jusqu'à ce que le thème mélancolique nous mène à une douce coda, qui se fane insensiblement dans le piano.
2. Andante
L'Andante, traditionnellement le mouvement lent et expressif de la forme concerto, débute littéralement sur une explosion : les timbales ponctuent un accord orchestral, suivi par une solide base rythmique des cordes, et par d'exotiques gammes ascendantes et descendantes du piano. Cette introduction débouche sur l'exposition d'un thème basé sur une chanson d'amour nubienne que Saint-Saëns aurait entendue dans la bouche du batelier qui le faisait naviguer sur le Nil dans son traditionnel dahabieh. Ce thème frais et exotique est la première manifestation des sonorités plus orientales et égyptiennes qui ont valu son surnom à ce concerto. Le mouvement, très rhapsodique, fait fusionner dans le même cadre des pensées d'amour, s'exprimant dans quelque phrase orientale, certain thème pentatonique et autres danses arabes. Le piano est d'abord un Nubien chantant son amour, puis nous conduit en Extrême-Orient, et changeant de caractère, nous fait voir une image de l'Asie. Encore une fois, la pensée du piano revire, et nous offre un double thème rebond très virtuose dans le style oriental caractéristique Le mouvement s'estompe sur des touches impressionnistes de l'orchestre et du piano, évoquant le murmure des grenouilles et des grillons des rives du Nil.
3. Molto allegro
Le soliste entame ce troisième mouvement Molto allegro par des grondements sourds évoquant le bruit des hélices des navires avant d'exposer un premier thème  énergique et vigoureux qui se précipite tout le long du clavier. Le piano continue son mouvement vertigineux  alors que cordes et vents amènent un nouveau thème rapide. Ce second thème facétieux conduit à une explosion du tutti dans une tonalité mineure. Le battement du piano et des cordes résonne entre les interjections concises des bois. Les deux thèmes se joignent et se chevauchent, créant une tension intense que Saint-Saëns affectionne pour construire des effets dramatiques saisissants, concluant le mouvement par une fanfare triomphante.

Durée : environ 28 minutes

## Orchestration
| Instrumentation du Concerto pour piano no 5                                 |
| Bois                                                                        |
| 2 flûtes, petite flûte, 2 hautbois, 2 clarinettes en si et en la, 2 bassons |
| Cuivres                                                                     |
| 4 cors en fa, 2 trompettes en fa, 3 trombones                               |
| Percussions                                                                 |
| 2 timbales, tam-tam                                                         |
| Claviers                                                                    |
| Piano soliste                                                               |
| Cordes                                                                      |
| Premiers violons, seconds violons, altos, violoncelles, contrebasses        |

## Discographie sélective
- Magda Tagliaferro, piano, Orchestre Lamoureux, dir. Jean Fournet. Philips A00664L (23 et 24 avril 1954). La discothèque idéale de Diapason vol XXIII. CD 3. 2021
- Sviatoslaw Richter, piano, Moscow Youth Orchestra, dir. Kirill Kondrachine. LP Le Chant du Monde (1955, report CD 2008)
- Sviatoslaw Richter, piano, Radio-Sinfonieorchester Stuttgart des SWR, dir. Christoph Eschenbach. CD Schwetzingen SWR Festspiele 1993
- Stephen Hough, piano, City of Birmingham Symphony Orchestra, dir. Sakari Oramo. (Intégrale des œuvres pour piano et orchestre). 2 CD Hyperion, 2000 - 2001 - Gramophone Awards record of the year - Diapason d'or - Choc Le Monde la Musique
- Jean-Yves Thibaudet, piano, Orchestre de la Suisse Normande, dir. Charles Dutoit. CD Decca 2007
- Gabriel Tacchino, piano, Orchestre de Radio Luxembourg, dir. Louis de Froment (intégrale des concertos pour piano et orchestre). 2 CD Brillant classics 2014
- Mūza Rubackyté piano, the Lithuanian National Philharmonic Orchestra, dirigé par Hans Martin Schneidt et Concerto pour piano no 2 (dirigé par Alain Pâris). Live record. CD Doron music 2014
- Louis Lortie, piano, Orchestre Philharmonique de la BBC, dir. Edward Gardner (intégrale des concertos pour piano et orchestre, Rhapsodie d'Auvergne op.73 & Allegro Appassionato op.70). 2 CD Chandos 2018
- Bertrand Chamayou, piano, Orchestre National de France, dir. Emmanuel Krivine (avec le concerto no 2, no 4, Études, valse nonchalante, mazurka et Allegro Appassionato). CD Erato 2019 - Gramophone Award, Choc de Classica
- Alexandre Kantorow, piano, Tapiola Sinfonietta, dir. Jean-Jacques Kantorow (avec les concertos pour piano no 3 & no 4). SACD Bis 2019 - Diapason d'or, Choc de Classica
- Clélia Iruzum, piano, Royal Philharmonic Orchestra, dir. Jac Van Steen. CD Somm recordings 2020

### Ouvrages généraux
- Paul Pittion, La Musique et son histoire : tome II — de Beethoven à nos jours, Paris, Éditions Ouvrières, 1960, 574 p.

### Monographies
- Jean-Luc Caron et Gérard Denizeau, Camille Saint-Saëns, Paris, Bleu nuit éditeur, coll. « horizons » (no 38), 2013, 176 p. (ISBN 978-2-35884-027-9).